# Браунер Олександр Олександрович
Олекса́ндр Олекса́ндрович Бра́унер (*25 січня 1857, Сімферополь — †5 травня 1941, Одеса) — український зоолог.

## Біографія
О. О. Браунер народився 25 січня 1857 року в Сімферополі.
У 1881 році закінчив Новоросійський університет в Одесі.
Служив у земстві і одночасно провадив наукові дослідження. З 1918 року був завідувачем кафедри тваринництва Одеського сільськогосподарського інституту.В 1920-х роках працював в Одеському інституті народної освіти, в якому в 1922 році здобув звання доктора зоології. В 1928—1929 роках німецькою мовою читав курс сільськогосподарської зоології в німецькому секторі факультету соціального виховання.
В 1932—1938 роках жив і працював у Всесоюзному інституті гібридизації і акліматизації тварин (Асканія-Нова).
З 1939 року обіймав посаду професора кафедри зоології Одеського державного університету.[джерело?]
Помер 5 травня 1941 року у себе вдома. Похований 7 травня на 2-му цвинтарі в Одесі.

## Наукова діяльність
Праці присвячені переважно вивченню ссавців, птахів, риб та комах України, історії формування фауни степів, раціональному використанню і охороні природних ресурсів. Вивчав сіру українську і червону степову худобу. Вивчаючи походження свійських тварин, особливо коней і собак, показав, що їх організація змінюється під впливом умов навколишнього середовища. Багато уваги приділяв популяризації зоологічних знань.
Серед учнів О. О. Браунера — Богдан Волянський та ін.

## Браунерівські читання
При зоологічному музеї Одеського національного університету діє Музейний фонд Браунера. Останні 5 років виходять «Вісті музейного фонду імені Браунера». Щороку восени в Одесі проходять міжнародні читання пам'яті О. О. Браунера і видаються матеріали цих читань у формі збірок наукових праць.
Всі сучасні меморіальні заходи відбуваються завдяки постійній наполегливій праці співробітників Зоологічного музею Одеського університету.